# Martun Israjeljan
Martun Israjeljan (armenisch Մարտուն Հովհաննեսի Իսրայելյան, Martun Howhannessi Israjeljan; russisch Мартуник Оганесович Исраелян, Martunik Oganessowitsch Israjeljan, wiss. Transliteration Martunik Oganesovič Israeljan; Schreibweise auch Israelyan oder Israyelyan, Vorname auch Martown oder Martin; * 25. März 1938 in Leninakan, heute Gjumri) ist ein armenischer Komponist.

## Leben
An der Musikschule Kara-Mursa in Gjumri erlernte er zunächst das Spiel auf der Kamantsche und nahm dann Unterricht in Musiktheorie und Komposition. Nach einer ersten Lehrtätigkeit an einer Musikschule in Artik (1962–1964) wechselte er 1964 ans Komitas-Konservatorium in Jerewan und studierte dort bis zum Abschluss 1969 Komposition bei Grigor Jeghiasarjan. Bereits als Student trat er mit ersten Werken in Erscheinung, seine Musik für Sinfonieorchester erhielt 1969 beim Allunions-Wettbewerb für junge Komponisten in Moskau eine Auszeichnung. Im selben Jahr wurde er Mitglied im armenischen Komponistenverband. Danach unterrichtete er von 1969 bis 1981 Harmonielehre an der Babadschanjan-Musikfachschule in Jerewan. Ab 1981 lehrte er am Konservatorium Orchestrierung und Komposition, ab 1986 als Dozent, ab 1997 als Professor und von 1998 bis 2001 als Leiter der Kompositionsabteilung. 1992 wurde er stellvertretender Direktor des armenischen Komponistenverbands. Zu seinem 75. Geburtstag fand 2013 in der Aram Chatschaturjan Concert Hall in Jerewan ein Konzert statt, bei dem sein Violinkonzert, seine Herbstlichen Lieder nach Vahan Teryan und seine Sinfonie zur Aufführung kamen. Zu seinen Schülern zählten u. a. Artun Markosjan und Jirayr Shahrimanyan.

## Schaffen
Israjeljan schrieb Orchester-, Kammer-, Vokal- und Klaviermusik. In den 1960er Jahren orientierte er sich an Pierre Boulez und an der polnischen Schule. Seine frühen Werke, darunter Contrasts (1967) und Septett (1973), stehen in der Tradition von Anton Webern und der Zweiten Wiener Schule. Beim Kaukasischen Frühling 1975 trat er mit einem sinfonischen Werk hervor. Seither wurden seine Kompositionen vermehrt auch international aufgeführt, nicht nur 1989 beim Festival New Beginnings in der Sowjetunion, sondern auch bei den Tagen der Armenischen Musik in Prag und bei den Rencontres Internationales de Musique Contemporaine in Metz. Seinen Vokalwerken legte er Texte der armenischen Literatur u. a. von Misag Medzarents, Daniel Waruschan und Gregor von Narek zugrunde.
Stilistisch kombiniert er Einflüsse aus der armenischen Tanz- und der kaukasischen Volksmusik mit zeitgenössischen europäischen Kompositionstechniken. Dabei greift er auch auf Scharakane zurück, mittelalterliche Gesänge, die durch eine religiöse Symbolik geprägt sind. Israjeljan zählt somit zu jenen Komponisten, die an alte poetische Intonationen, Formen und Inhalte der armenischen Musik wieder anzuknüpfen versuchen. Seine Musiksprache wird als polystilistisch beschrieben. Als Kennzeichen seiner Werke gelten „feiner Klangsinn“ und „orientalische Bildhaftigkeit“. Zusammen mit Generationskollegen wie Tigran Mansurjan und Aschot Sohrabjan prägt Israjeljan den besonderen Klang der zeitgenössischen armenischen Musik.

## Werke (Auswahl)

### Orchester
- Contrasts, 1966–67
- Musik für Sinfonieorchester, 1969/75
- Sinfonie (Text: Misag Medzarents), Mezzosopran, großes Orchester, 1981
- Capriccio, kleines Orchester (17 Musiker), 1982
- Konzert für Kammerorchester (Flöte, 2 Oboen, 2 Hörner, Klavier, 16 Streicher), 1982/83
- Konzert, Cello und 16 Streicher, 1983
- Konzert, Violine und 16 Streicher, 1986
- Anthem No. 1, kleines Orchester (17 Musiker), 1989
- Hymnen (Fiat lux), 13 Instrumente und Schlagzeug, 1989

### Kammermusik
- Streichquartett, 1966
- Septett, Flöte, Oboe, Klarinette, Violine, Viola, Cello, Klavier, 1973
- Sonata No. 1, Cello, Klavier, 1976
- Sonata No. 2, Cello, Klavier, 1986
- Streichquartett, 1991
- Sonata No. 3, Cello, Klavier, 1994
- Sonata, Violine, Klavier, 2001

### Vokalmusik
- Book of Tagher (Lieder), Album Nr. 1 (Text: Gregor von Narek), Mezzosopran, Flöte, Klarinette, Percussion, 1971
- Book of Tagher (Lieder), Album Nr. 2 (Text: Misag Medzarents), Sopran, Klavier, 1974
- Book of Sonnets (Text: Henrik Edoyan), Sopran, kleines Orchester (Flöte, Oboe, 2 Hörner, Klavier, Percussion, 14 Streicher), 1980
- Book of Evening Songs (Text: Misag Medzarents), Sopran, Klavier, 1983
- Hatsin erg – Bread Song, Oratorium (Text: Daniel Waruschan), Sopran, Tenor, gemischter Chor, großes Orchester, 1985–2006
- Autumnal Songs (Text: Vahan Teryan), Mezzosopran, Orchester, 1986
- Four Songs (Text: Misag Medzarents), Sopran, 22 Streicher, 2003
- Songs of love and sadness (Text: Vahan Teryan), gemischter Chor, 2007–08

### Klavier
- Sonatine, 1965
- Anthem No. 2, 1995